# Die Kriegsbraut
Die Kriegsbraut ist ein deutscher Fernsehfilm nach dem gleichnamigen Roman von Hedwig Courths-Mahler.

## Handlung
Der Fliegeroffizier Hasso von Falkenried lebt auf Schloss Falkenried zusammen mit seiner Mutter und mit Rose von Lossow, die als verarmte und verwaiste Verwandte aufgenommen wurde. Hasso arbeitet im Auftrag der Luftstreitkräfte an einer geheimen Erfindung, einer Art Beobachtungsapparat zur Luftaufklärung, über die er auch Rose und seiner Mutter nichts verraten darf. Er verliebt sich in Natascha von Kowalski, die Tochter eines russischen Generals, und macht ihr einen Heiratsantrag. Die Mutter ist skeptisch, stimmt der Heirat aber letztendlich zu. Natascha entpuppt sich als russische Spionin: Sie überredet Hasso, ihr die Schlüssel zu seiner Wohnung zu überlassen, und als sie die Pläne für den geheimen Apparat kopiert hat, löst sie brieflich die Verlobung. Hasso fühlt sich entehrt, quittiert seinen Dienst und baut auf seinen Ländereien eine Versuchsanstalt für Flugtechnik auf. Die schüchterne Rose ist heimlich verliebt in Hasso, und auch er fühlt sich immer mehr zu ihr hingezogen.
Dann bricht der Erste Weltkrieg aus und Hasso wird wieder in den Kriegsdienst eingezogen. Am Tag vor dem Abmarsch bittet Frieder, einer von Hassos Bedienten, ihn um die Erlaubnis, seine schwangere Verlobte in einer Kriegstrauung zu heiraten. Hasso entschließt sich, auch Rose um ihre Hand zu bitten, damit sie versorgt ist, falls er aus dem Krieg nicht wiederkommt. Sie sagt ja und wird noch am selben Abend seine Frau.
Hasso absolviert Aufklärungsflüge an der Westfront. In einem Lazarett fällt ihm eine der Krankenschwestern besonders auf: Es ist die verkleidete und unter falschem Namen dienende Natascha von Kowalski. Sie wird festgenommen und durchsucht, wobei man ein Notizbuch findet, was ihre Spionagetätigkeit beweist. Während Hasso belobigt wird – auch der Kaiser soll von seinem Dienst am Vaterland erfahren –, wird Natascha verhaftet. Nur durch Hassos Fürsprache bleibt ihr die Todesstrafe erspart.
Währenddessen verwaltet Rose das Schloss und die Ländereien und vermisst ihren Hasso. Sie tröstet den Gutsverwalter und seine Frau, als deren Sohn Fritz im Krieg ums Leben kommt. Doch dann erhält Hasso den Befehl, nach Hause zurückzukehren, weil er dort mit der Entwicklung seiner Apparate dem Vaterland mehr nützen kann, und kann seine Rose endlich wiedersehen.

## Produktion
Der Film wurde vom Süddeutschen Rundfunk produziert und am 3. November 1974 zum ersten Mal ausgestrahlt. 2012 erschien er bei Pidax-Film auf DVD.

## Rezeption
„Gediegen inszenierter Schmachtfetzen“